# Pietro Maletti
Pietro Maletti, italijanski general, * 24. maj 1880, Castiglione delle Stiviere, † 9. december 1940, Nibeiwa.